# 1936年鐵路
此條目列出1936年發生有關鐵路運輸的事件。

## 事件

### 1月
- 1月1日：東京急行電鐵大井町線蛇窪站改名戶越公園站。

### 3月
- 3月20日：1936年水浸（英语：Floods in the United States: 1901-2000）導致緬因中央鐵路（英语：Maine Central Railroad）蘭奇萊支線（英语：Rumford Branch）盧姆福德（英语：Rumford, Maine）以北路段停運[1]。

### 4月
- 4月1日：阪急電鐵神戶本線全線通車。

### 5月
- 5月15日：洛杉磯城號列車（英语：City of Los Angeles (train)）開行，來往芝加哥和洛杉磯，使用芝加哥及西北鐵路（英语：Chicago and North Western Railway）與聯合太平洋鐵路。

### 6月
- 6月18日：丹佛城號列車（英语：City of Denver (train)）開行，來往芝加哥至丹佛，使用芝加哥及西北鐵路（英语：Chicago and North Western Railway）與聯合太平洋鐵路。

### 7月
- 7月6日：倫敦地鐵大都會線停止運行艾爾斯伯里站（英语：Aylesbury railway station）以北的路線。
- 7月15日：紐約中央鐵路引入水星號列車（英语：Mercury (NYC)），來往底特律和克里夫蘭。

### 8月
- 8月9日：馬德里地鐵3號線通車。

### 9月
- 9月1日：粵漢鐵路全線通車。

### 12月
- 12月28日：神戶電鐵粟生線通車。